# الفوز بموعد مع تيد هاملتون!
الفوز بموعد مع تيد هاملتون! هو فيلم رومانسي كوميدي 2004 من إخراج روبرت لوكيتيك و من بطولة كايت بوسورث، توفر غريس، جوش دوهامل. 

## طاقم التمثيل
- كايت بوسورث - روزالي فوتش
- توفر غريس - بيت موناش
- جوش دوهامل - تاد هاميلتون
- ناثان لين - ريتشارد ليفي المدفوع
- شون هايز - ريتشارد ليفي الوقع
- غاري كول - هنري فوتش
- جينيفر غودين - كاثي فيلي
- كاثرين هان - أنجيليكا
- اوكتافيا سبنسر - جانين
- إيمي سمارت - الممرضة بيتي (كاميو)

## روابط خارجية
- الفوز بموعد مع تيد هاملتون! على موقع IMDb (الإنجليزية)
- الفوز بموعد مع تيد هاملتون! على موقع ميتاكريتيك (الإنجليزية)
- الفوز بموعد مع تيد هاملتون! على موقع روتن توميتوز (الإنجليزية)
- الفوز بموعد مع تيد هاملتون! على موقع نتفليكس (الإنجليزية)
- الفوز بموعد مع تيد هاملتون! على موقع قاعدة بيانات الأفلام العربية
- الفوز بموعد مع تيد هاملتون! على موقع ألو سيني (الفرنسية)
- الفوز بموعد مع تيد هاملتون! على موقع Turner Classic Movies (الإنجليزية)
- الفوز بموعد مع تيد هاملتون! على موقع بوكس أوفيس موجو (الإنجليزية)
- الفوز بموعد مع تيد هاملتون! على موقع فيلمافينيتي (الإسبانية)
- الفوز بموعد مع تيد هاملتون! على موقع قاعدة بيانات الأفلام السويدية (السويدية)

- الفوز بموعد مع تيد هاملتون! على قاعدة بيانات الأفلام على الإنترنت.